# Røldalsvatnet
Røldalsvatnet ist der Name eines Sees in Norwegen. Er liegt in der Kommune Ullensvang (Vestland). Die Europastraße 134 und der Riksvei 13 verlaufen an der Westseite des Sees. Nördlich des Sees befindet sich die Stabkirche Røldal.